# Олександр Сульпіцій
Олександр Сульпіцій (лат. Alexander Sulpicius)  — римський історик пізньої античності, який жив і писав у другій половині IV століття н. е.

## Життєпис
Про самого Олександра відомостей вкрай мало. Напевно, належав до роду Сульпіціїв. 
В уцілілих уривках свого твору «Історія» Сульпіцій явно симпатизує галльським узурпаторам своєї епохи, що може вказувати на його галло-римське походження. Тому його можна ототожнити з трибуном Олександром та імператорським нотаріусом, що був присутнім у 387 році при дворі імператора Магна Максима та був у хороших стосунках з консулом Квінтом Аврелієм Сіммахом.

## Творчість
Знаний тим, що є автором праці «Історія» (лат. Historia), яка написана латиною, складалася щонайменше з чотирьох книг і охоплювала історичний період щонайменше до смерті імператора Валентиніана II (392 рік н. е.) та діянь його наступника Євгенія у 393. Сама праця не збереглася, але Григорій Турський, який жив у VI столітті, використовував її і часто цитує у своїй «Історії франків» у розділі «Decem Libri Historiarum (II 9)». Втім, навіть у вигляді уривків, праця Олександра Сульпіція вважається важливим джерелом інформації про походження франкських племен та відомостей про франків, що служили при дворі Валентиніана II.
Також Олександр у своєму творі розповідає про невдалий похід римлян у 388 проти франків, що переправилися через Рейн і розпочали вторгнення у Римську імперію в районі Кельна. Поразка римлян у місцевості під назвою apud Carbonariam, описана у стилі, близькому до описів римських істориків першого століття поразки Вара в Тевтобурзькому лісі, що показує певну традицію римської історіографії.
Ймовірно, «Історія» була писана після твору «Res Gestae» («Діяння») Аміана Марцеліна, який був завершений близько 378 року н. е., і є його своєрідним продовженням.